# Decade of Decadence 81-91
Decade of Decadence je kompilační album americké rockové skupiny Mötley Crüe. Album se dostalo na 2 místo žebříčku US Billboard 200 a zjískalo dvojitou platinu.

## Seznam skladeb
| Základní verze | Základní verze                                        | Základní verze                                         | Základní verze |
| Pořadí         | Název                                                 | Autor                                                  | Délka          |
| -------------- | ----------------------------------------------------- | ------------------------------------------------------ | -------------- |
| 1.             | Live Wire (Kick Ass '91 remix)                        | Nikki Sixx                                             | 3:16           |
| 2.             | Piece of Your Action (Screamin' '91 remix)            | Vince Neil / Sixx                                      | 4:39           |
| 3.             | Shout at the Devil                                    | Sixx                                                   | 3:14           |
| 4.             | Looks That Kill                                       | Sixx                                                   | 4:08           |
| 5.             | Home Sweet Home '91 (remix)                           | Niel / Sixx /Tommy Lee                                 | 4:01           |
| 6.             | Smokin' in the Boys Room                              | Cub Koda / Michael Lutz                                | 3:27           |
| 7.             | Girls, Girls, Girls                                   | Mick Mars / Sixx / Lee                                 | 4:29           |
| 8.             | Wild Side                                             | Niel / Sixx / Lee                                      | 4:40           |
| 9.             | Dr. Feelgood                                          | Mars / Sixx                                            | 4:48           |
| 10.            | Kickstart My Heart (live in Dallas, Texas, July 1990) | Sixx                                                   | 4:57           |
| 11.            | Teaser                                                | Tommy Bolin / Jeff Cook                                | 5:16           |
| 12.            | Rock 'n' Roll Junkie                                  | Mars / Sixx / Lee                                      | 4:01           |
| 13.            | Primal Scream (dříve nevydané)                        | Sixx / Neil / Mars / Lee                               | 4:48           |
| 14.            | Angela (dříve nevydané)                               | Neil / Mars / Sixx / Lee                               | 3:54           |
| 15.            | Anarchy in the U.K. (Sex Pistols cover)               | Johnny Rotten / Steve Jones / Glen Matlock / Paul Cook | 3:20           |
| Celková délka: | Celková délka:                                        | Celková délka:                                         | 62:48          |

## Obsazení
- Vince Neil - zpěv
- Mick Mars - kytara
- Nikki Sixx - basová kytara
- Tommy Lee - bicí, piano

## Umístění a ocenění
| Hitparáda(1991) | Umístění |
| --------------- | -------- |
| Austrálie       | 9        |
| Kanada          | 10       |
| Nový Zéland     | 13       |
| UK              | 20       |
| Švédsko         | 43       |
| Švýcarsko       | 22       |
| USA             | 2        |

| Certifikátor | Certifikace | Prodej      |
| ------------ | ----------- | ----------- |
| RIAA (U.S.)  | 2x platina  | + 2,000,000 |
| Canada       | platina     | + 100,000   |

| Hitparáda(1991) | Umístění |
| --------------- | -------- |
| USA             | 21       |
| Austrálie       | 29       |
| Nový Zéland     | 30       |
| UK              | 32       |

| Hitparáda(1991) | Umístění |
| --------------- | -------- |
| USA             | 37       |
| UK              | 37       |